# Selliguea montana
Selliguea montana là một loài thực vật có mạch trong họ Polypodiaceae. Loài này được (Sledge) Hovenkamp mô tả khoa học đầu tiên năm 2006.